# I. Aznar aragóniai gróf
I. Aznar aragóniai gróf, teljes nevén Aznar Galíndez, egyes forrásokban Asnar néven (?–839); I. Sancho baszk herceg kisebbik fia, Aragónia 2. grófja és Conflent grófja (809–820), később valószínűleg Urgell és Cerdanya grófja (820–839). Neveik hasonlósága miatt elég gyakran összetévesztik kortársával, Aznar Sanchez baszk herceggel; még olyan történész is akad, aki szerint a két baszk főúr valójában ugyanaz a személy. Egyes források Jaca grófjaként említik; ennek alapján valószínűsíthető, hogy Jaca lehetett az Aragón folyó völgyében kialakult Aragónia grófság (a mai Aragónia őse) fővárosa.
Apjának (kb. 743–???) jóformán csak neve ismert, ezért „Aragóniai Galinda”ként említik. Más források szerint anyja egy Guldregut nevű nő lehetett. 
Akárcsak elődje, Aureolus, ő is I. (Jámbor) Lajos római császár lojális hűbérese volt; hivatalába is Lajos fia, I. Pipin aquitániai király iktatta be. Az Aureolus halála és Aznar kinevezése közötti interregnumot kihasználva Amrus ibn Juszuf mór generális betört a grófságba, és elfoglalta annak  keleti felét, a későbbi Sobrarbe grófságot. Ezt a területet Aznar 814-ben foglalta vissza, amikor Amrus meghalt — nem tudni, hogy a harcokban esett-e el, vagy épp ellenkezőleg, a halála utáni zűrzavart sikerült-e kihasználnia Aznarnak.
Íñigo Arista, Pamplona függetlenedni vágyó grófja 820-ban egy kisebb csapattal rajtaütött Aznaron, és veje, I. (Rossz) García javára lemondatta. Ezzel gyakorlatilag megszűnt a frank birodalom befolyása Aragóniában.
I. Pipin ezután Urgell és Cerdanya grófjává tette, és amikor a későbbi Pamplonai Királyság nemesei felkeltek a frank befolyás ellen, rá és Aeblus baszk grófra bízta a frank hadak vezetését. A frankok, bár csapatokkal érkeztek, nem háborúzni akartak, hanem gazdag ajándékokkal kívánták megbékíteni az elégedetlenkedőket. Íñigo Aristát azonban nem érdekelték az ajándékok, és 824-ben a második roncesvalles-i csatában Pamplona, Aragónia és Tugela hadait összefogva megsemmisítő vereséget mért a frank hadakra, elfogva azok mindkét vezérét:
- Aeblus baszk grófot fogolyként a Córdobai Emirátusba küldte (Aeblus a fogságban meghalt),
- Aznar Galíndeznek viszont rokoni kapcsolatukra hivatkozva megkegyelmezett.

Felesége ismeretlen. Négy gyermekükről tudunk:
- Matrona lánya García Galíndez pamplonai nemeshez, a későbbi  Rossz Garcíához ment feleségül, ám apjának lemondatása után az új gróf elűzte magától, és új asszonyt (Íñigo Arista lányát, Nunila(?) Íñiguezt) vett maga mellé;
- Eilona (Eilo);
- Centullo, akit sógora, Rossz García ölt meg „tréfából”;
- Galindo Aznárez (803–867), aki később II. Galindo (más számozással: I. Galindo Aznárez) néven Aragónia 5. grófja (844–867) lett.

## Fordítás
- Ez a szócikk részben vagy egészben  az   Aznar Galíndez I című angol Wikipédia-szócikk ezen változatának fordításán alapul.  Az eredeti cikk szerkesztőit annak laptörténete sorolja fel. Ez a jelzés csupán a megfogalmazás eredetét és a szerzői jogokat jelzi, nem szolgál a cikkben szereplő információk forrásmegjelöléseként.